# Kaiserpokal 1952
Der Kaiserpokal 1952 war die 32. Austragung des Kaiserpokals, des höchsten japanischen Fußballpokalwettbewerbs. Sieger des Wettbewerbs waren die All Keiō.

## Ergebnisse

### Achtelfinale
|                                | Ergebnis |                   |
| ------------------------------ | -------- | ----------------- |
| All Keiō                       | 4:0      | Sendai Club       |
| Toyo Industries                | 3:2      | Rokko Club        |
| All Rikkyō                     | -        | Hokkaido          |
| Kariya Club                    | 0:2      | Kwangaku Club     |
| Shida Club                     | 3:0      | Toyama Club       |
| Matsuyama Club                 | 2:2      | Meiji-Universität |
| Pädagogische Universität Tokio | 6:0      | Niraha Club       |
| Shimabara Club                 | 0:4      | Osaka Club        |

### Viertelfinale
|                                | Ergebnis |                 |
| ------------------------------ | -------- | --------------- |
| All Keiō                       | 3:0      | Toyo Industries |
| All Rikkyō                     | 0:1      | Kwangaku Club   |
| Shida Club                     | 3:0      | Matsuyama Club  |
| Pädagogische Universität Tokio | 1:2      | Osaka Club      |

### Halbfinale
|            | Ergebnis |               |
| ---------- | -------- | ------------- |
| All Keiō   | 1:0      | Kwangaku Club |
| Shida Club | 1:3      | Osaka Club    |

### Spiel um Platz 3
|               | Ergebnis |            |
| ------------- | -------- | ---------- |
| Kwangaku Club | 5:0      | Shida Club |

### Finale
|          | Ergebnis |            |
| -------- | -------- | ---------- |
| All Keiō | 6:2      | Osaka Club |